# Diócesis de Lucknow
La diócesis de Lucknow (en latín: Dioecesis Lucknovensis y en inglés: Roman Catholic Diocese of Lucknow) es una circunscripción eclesiástica de la Iglesia católica en India. Se trata de una diócesis latina, sufragánea de la arquidiócesis de Agra. Desde el 8 de noviembre de 2007 su obispo es Gerald John Mathias.

## Territorio y organización
La diócesis tiene 45 125 km² y extiende su jurisdicción sobre los fieles católicos de rito latino residentes en 8 distritos del estado de Uttar Pradesh: Lucknow, Unnao, Barabanki, Gonda, Bahraich, Sitapur, Hardoi y Kheri.
La sede de la diócesis se encuentra en la ciudad de Lucknow, en donde se halla la Catedral de San José.
En 2021 en la diócesis existían 41 parroquias.

## Historia
La diócesis fue erigida el 12 de enero de 1940 con la bula Quo dominicus del papa Pío XII, obteniendo el territorio de la arquidiócesis de Agra y de la diócesis de Allahabad.
El 19 de enero de 1989 cedió una porción de su territorio para la erección de la diócesis de Bareilly mediante la bula Indorum inter gentes del papa Juan Pablo II.

## Estadísticas
Según el Anuario Pontificio 2022 la diócesis tenía a fines de 2021 un total de 8238 fieles bautizados.
| Año                                                                             | Población            | Población  | Población      | Sacerdotes | Sacerdotes    | Sacerdotes    | Bautizados por sacerdote | Diáconos permanentes | Religiosos | Religiosos | Parroquias |
| Año                                                                             | Bautizados católicos | Total      | % de católicos | Total      | Clero secular | Clero regular | Bautizados por sacerdote | Diáconos permanentes | Varones    | Mujeres    | Parroquias |
| ------------------------------------------------------------------------------- | -------------------- | ---------- | -------------- | ---------- | ------------- | ------------- | ------------------------ | -------------------- | ---------- | ---------- | ---------- |
| 1950                                                                            | ?                    | ?          | ?              | 26         |               | 26            | ?                        |                      | 30         | 60         | 10         |
| 1970                                                                            | 5386                 | 16 701 410 | 0.0            | 50         | 31            | 19            | 107                      |                      | 37         | 118        | 2          |
| 1980                                                                            | 7050                 | ?          | ?              | 40         | 14            | 54            | 130                      |                      | 32         | 282        | 33         |
| 1990                                                                            | 4388                 | 17 556 000 | 0.0            | 49         | 42            | 7             | 89                       |                      | 16         | 205        | 20         |
| 1999                                                                            | 6775                 | 21 681 894 | 0.0            | 75         | 60            | 15            | 90                       |                      | 34         | 243        | 31         |
| 2000                                                                            | 7434                 | 21 882 780 | 0.0            | 77         | 62            | 15            | 96                       |                      | 34         | 257        | 32         |
| 2001                                                                            | 7024                 | 22 681 894 | 0.0            | 77         | 60            | 17            | 91                       |                      | 34         | 256        | 33         |
| 2002                                                                            | 6957                 | 22 681 894 | 0.0            | 89         | 65            | 24            | 78                       |                      | 41         | 290        | 35         |
| 2003                                                                            | 6980                 | 22 681 894 | 0.0            | 86         | 68            | 18            | 81                       |                      | 37         | 300        | 34         |
| 2004                                                                            | 7305                 | 22 681 901 | 0.0            | 85         | 69            | 16            | 85                       |                      | 28         | 296        | 36         |
| 2013                                                                            | 8479                 | 27 382 000 | 0.0            | 114        | 85            | 29            | 74                       |                      | 40         | 432        | 40         |
| 2016                                                                            | 8241                 | 22 985 000 | 0.0            | 106        | 83            | 23            | 77                       | 2                    | 39         | 457        | 41         |
| 2019                                                                            | 8500                 | 22 359 760 | 0.0            | 110        | 86            | 24            | 77                       |                      | 34         | 497        | 37         |
| 2021                                                                            | 8238                 | 22 843 750 | 0.0            | 114        | 86            | 28            | 72                       |                      | 40         | 500        | 41         |
| Fuente: Catholic-Hierarchy, que a su vez toma los datos del Anuario Pontificio. |                      |            |                |            |               |               |                          |                      |            |            |            |

## Episcopologio
- Giuseppe Angelo Poli, O.F.M.Cap. † (1940-1946) (administrador apostólico)

- Alberto Corrado de Vito, O.F.M.Cap. † (12 de diciembre de 1946-16 de noviembre de 1970 falleció)
- Cecil DeSa † (5 de junio de 1971-11 de noviembre de 1983 nombrado arzobispo de Agra)
- Alan Basil de Lastic † (2 de julio de 1984-19 de noviembre de 1990 nombrado arzobispo de Delhi)
  - Sede vacante (1990-1992)
- Albert D'Souza (21 de noviembre de 1992-16 de febrero de 2007 nombrado arzobispo de Agra)
- Gerald John Mathias, desde el 8 de noviembre de 2007